# Справа бронежилетів
У квітні 2019 року Державне бюро розслідувань розпочало розслідування, підозрюючи Головне управління розвитку та супроводження матеріального забезпечення ЗСУ у закупівлі бронежилетів неналежної якості за завищеними цінами. Справа отримала у ЗМІ назву Справа бронежилетів.
Досудове розслідування завершене 27 жовтня 2020 року.
Навесні 2022 року в умовах повномасштабної збройної агресії та нагайної потреби в індивідуальних засобах захисту мав місце інший скандал із закупівлею бронежилетів.

## Передумови
За словами засновника ТОВ «НВП „Темп-3000“» Юрія Євтушенка атаки проти компанії почались іще в 2014 році: компанія «пережила 150 судів, три з яких — у Верховному Суді».

## Перебіг подій

### Слідство
За словами директора ДБР Романа Труби досудове провадження було розпочато у квітні 2019 року.
У червні 2019 року Державне бюро розслідувань, в рамках розслідування закупівлі речового майна для Збройних сил України за завищеною ціною, провело ряд обшуків у Головному управлінні розвитку та супроводження матеріального забезпечення. Було проведено 40 обшуків по всій Україні за місцями проживання посадових осіб Міністерства оборони України, керівників підприємств, а також за місцями розташування службових та офісних приміщень. Вилучено 11 тисяч бронежилетів, документи та інші матеріали. За заявою Романа Труби, під час випробування зі 110 бронежилетів «Корсар МЗс-1-4», закуплених 2019 року, були пробиті 79 (70 %). Вони прострілюються, зокрема, при намоканні. Роман Труба на брифінгу сказав:

| Закуплено 20 тисяч бронежилетів, за попередніми даними, 3 з 5 прострілюються. Закуплено 100 тисяч комплектів військової форми за завищеними цінами. Лише вартість одного елементу одягу завищена близько на 10 млн гривень. Було закуплено намети, які непридатні для використання. Перелік таких непридатних речей, які були закуплені для ЗСУ, досить великий. Про точні суми шкоди дізнаємося після проведення експертиз. Цинізм не в тому, що державі було завдано шкоду в особливо великих розмірах, це могло поставити під загрозу життя наших військовослужбовців, людей, які захищають нашу державу. |
| — Роман Труба, директор ДБР, 26 червня 2019 |

В ході обшуків 26 червня 2019 року у Головному управлінні розвитку та супроводження матеріального забезпечення ЗСУ, Державним бюро розслідувань було вилучено оригінали робочої документації, всіх технічних вимог (ТУ) та комп'ютерів з документацією. Ці дії унеможливили закупівлю та прийняття на баланс Міністерством оборони України речового та інвентарного забезпечення для військовослужбовців Збройних Сил України. Очікується, що певний час бійці отримуватимуть забезпечення зі складів, що було отримано раніше в рамках накопичуваного резерву на складах.

### Обрання запобіжних заходів
5 листопада 2019 року Державне бюро розслідувань повідомило про підозру п'ятьом чиновникам Міноборони вищої ланки. Прокуратура планувала призначити для них заставу у розмірі 0,5 млрд грн. За словами Романа Труби, слідство встановило, що керівництву було відомо про те, що за умов намокання всі бронежилети пробиваються наскрізь. Коли тканина пропускає вологу, вона втрачала свої непробивні властивості. Тому ці бронежилети треба було повернути і не підписувати акт приймання-передачі:

| Проте вони діяли навпаки, дали вказівку приймати подальші партії бронежилетів. Мова йде про 7 тисяч бронежилетів на суму 61 млн гривень. Таким чином, вони завдали шкоду не лише державі, а й поставили під загрозу життя людей. І все це відбувалось в умовах особливого періоду |
| — Роман Труба, директор ДБР, 5 листопада 2019 |

11 листопада 2019 року Печерський районний суд в рамках цієї справи обрав запобіжний захід Дмитру Марченку — утримання під вартою 60 діб або заставу в сумі 76 млн грн. В прес-службі Міноборони арешт прокоментували так:

| Викликає подив той факт, що Дмитру Марченку було обрано саме такий запобіжний захід, незважаючи на те, що він не переховувався та співпрацював зі слідством, є бойовим офіцером, учасником оборони ДАП, позитивно характеризується по службі, а також те, що судом не було взято до уваги пропозицію кількох народних депутатів та Героїв України про взяття Дмитра на поруки. |
| — Прес-служба Міністерства оборони, 12 листопада 2019 |

13 листопада суд заарештував першого заступника начальника ГУ РСМЗ Сергія Поштаренка. Поштаренку обрано запобіжний захід у вигляді тримання під вартою з альтернативою внесення застави у розмірі 76 млн.
Таким чином під варту було взято три співробітника Міністерства оборони України з можливістю виходу під заставу 76 млн грн кожен (в сумі — 228 млн грн).
26 листопада 2019 року ДБР повідомило про підозру засновнику — заступнику директора компанії «Темп-3000» Юрію Євтушенку. Він підозрюється у скоєнні кримінального злочину, передбаченого ч. 4 ст. 190 Кримінального кодексу України, а саме: заволодіння чужим майном шляхом обману та зловживання довірою, вчинене за попередньою змовою з групою осіб в особливо великих розмірах.
28 листопада 2019 року в Київському апеляційному суді відбувся розгляд апеляції захисту на запобіжний захід для генерал-майора Дмитра Марченка. Захист просить звільнити генерал-майора або відпустити на поруки. Готовність поручитися за Марченка висловили в суді зокрема Михайло Забродський і Марія Іонова, Євген Жуков, Семен Колейник. Сам Марченко брав участь у засіданні в режимі відеозв'язку. Судом було зменшено суму застави до 20 млн грн.
11 грудня 2019 року Апеляційний суд міста Києва змінив запобіжний захід першому заступнику начальника Головного управління розвитку та супроводу матеріального забезпечення Збройних сил України Сергію Почтаренку з утримання під вартою на цілодобовий домашній арешт. Про готовність взяти на поруки Почтаренка заявили волонтер та активіст Олексій Мочанов, начальник Департаменту патрульної поліції Київської області Євген Жуков та підполковник, екс-командир батальйону «Фенікс» у складі 79-ї окремої аеромобільної бригади Семен Колейник (позивний «Браво»). Судове засідання тривало близько двох годин.
12 грудня 2019 року Апеляційний суд міста Києва змінив запобіжний захід підполковнику ЗСУ Михайлу Каморянському з утримання під вартою на цілодобовий домашній арешт. Таким чином з п'яти підозрюваних під вартою був залишений лише один — Дмитро Марченко, решта була під домашнім арештом.
Приблизно тоді неурядовою організацією «Справа громад» був запущений флешмоб #FreeMarchenko зі збору коштів на внесення застави за Дмитра Марченка. 16 грудня 2019 року під час благодійного концерту гурту Ot Vinta!, «Українці своїх не кидають», стало відомо, що понад три тисячі громадян зробили внески на суму понад 1,5 млн гривень. Решта грошей буде внесена родиною п'ятого Президента України Петра Порошенка.
17 грудня 2019 року генерал Марченко вийшов із СІЗО під заставу. За його словами, «За час тримання, один місяць» його «один раз вивозили на допит і чотири рази вивозили, щоб тиснути, без адвокатів», надалі він планує подати «заяву для відкриття кримінального провадження».
2 січня 2020 року Суддя Печерського суду Світлана Волкова залишила полковника ЗСУ Сергія Почтаренка під домашнім арештом до 2 березня 2020 року. Сам же Почтаренко просив суд скасувати запобіжний захід, оскільки підозра, яку підготували слідчі ДБР, необґрунтована.
20 лютого 2020 року суддя Печерського суду Новак виніс ухвалу за якою відмовив прокурорам у справі про продовження терміну дії обов'язків для генерала Дмитра Марченка. Однак повне скасування запобіжного заходу ще попереду: тобто, Дмитро Марченко все ще знаходиться під заставою.

## Критика розслідування
За повідомленням із ЗСУ, в липні балістична перевірка підтвердила якість бронежилетів, через які ДБР порушило справу. Згодом стало відомо, що ДБР проводило свою експертизу бронежилетів у системі МВС.

### Критика експертиз
Слід зазначити, що з виступу Романа Труби на брифінгу для преси 26 червня 2019 року випливає, що твердження про велику кількість «бракованих» бронежилетів були зроблені ним не на основі експертиз у сертифікованих лабораторіях, а на основі неназваних «слідчих дій». При чому проблеми з якістю ДБР знайшло лише в єдиній партії бронежилетів, яка почала надходити на склади міністерства оборони в квітні того ж року. За словами співзасновника компанії-виробника бронежилетів після вилучення як речових доказів ДБР не подбало про зберігання бронежилетів у належних умовах.
14 листопада 2019 року Український мілітарний портал опублікував дані, згідно з якими експертиза ДБР проводилась не відповідно державного стандарту ДСТУ. За їх даними, згідно з ДСТУ В 4103-2002 клас балістичного захисту бронежилету оцінюється в комплексі, а не кожний елемент окремо. Сам бронежилет Корсар-М3М-1-4 має диференційний рівень захисту від 1 до 4. Витримувати влучання кулі калібром 7,62×54 мм гвинтівкового набою 57-Н-323с має відбуватися у місцях розміщення жорстких бронепластин, а решта частин бронежилету відповідає І рівню захисту за ДСТУ та оснащена м'яким балістичним пакетом. Це означає, що окремі елементи бронежилету, окрім бронепластин, будуть пробиватися кулею калібром 7,62×54 мм гвинтівкового набою 57-Н-323с. Портал стверджує, що на опублікованому директором Державного бюро розслідувань Романом Трубою фрагменті відео продемонстровано влучання у передню частину бронежилету без пластини.
23 листопада 2019 року в лабораторії Центрального науково-дослідного інституту Збройних сил України було проведено дослідження вибірки бронежилетів на дотримання ТУ У 18.2-31778043.046-2003 (згідно саме цих технічних умов відбувається приймання та перевірка Міністерством оборони товару виробництва ТОВ «НВП „Темп-3000“»). Цими технічними умовами визначено, що вироби повинні зберігати захисні властивості за умов:
- експлуатації в діапазоні температур від -40 до 60 градусів Цельсія;
- у разі атмосферних опадів.

Комісією проведено дослідження за вказаних умов — в нормальних умовах, при мінус 40 градусів та при плюс 40, а також за умов «дощування». В усіх випадках зразки зберегли захисні властивості та не відбулось пробиття захисного шару.
Після цього члени комісії вирішили здійснити ще одне дослідження за умов, які не передбачені технічними умовами: протягом години бронежилети були замочені у воді. Потім бронежилети були перевірені як з бронепластинами (кулями 5,45 мм і 7,62 мм), так і без них (з м'яким кевларовим пакетом кулею 9×18 мм ПМ). У першому випадку бронежилети зберегли рівень стійкості «4», однак виявилося, що після замочування кевларовий пакет бронежилету «Корсар» втрачає захисні властивості. Ці випробування показали, що усі вимоги, які могли перевірити працівники Головного управління розвитку та супроводження матеріального забезпечення Збройних Сил України, відповідають технічним умовам, закладеним у договорі.
Виробник бронежилетів, компанія «Темп-3000» у відкритому листі зазначила, що технічні умови для бронежилетів та шоломів були затверджені іще у 2003 році й відтоді зазнавали змін лише на покращення характеристик. Зокрема, за пунктом 1.6.5 ТУ У 18.2-31778043.046-2003 «вироби повинні зберігати захисні властивості за умов експлуатації: діапазон температур повітря від мінус 40 °C до 40 °C та у разі атмосферних опадів», а саме — шляхом дощування бронежилету у вертикальному положенні, що дозволяє воді стікати униз з інтенсивністю дощу 3 мм/хв. протягом 5 хвилин. Тобто ні Замовник, ні Виробник у ТУ У 18.2-31778043.046-2003 не передбачали занурення бронежилетів під воду. В свою чергу, в Паспорті на виріб Бронежилет Корсар М3с-1-4 ТЕМП 046.000.000.00 ПС 2019 року в пункті 5 «Вказівки по заходах безпеки» передбачено заборону використовувати бронежилет у вологому стані при пошкодженні чохлів захисних пакетів, а в пункті 6 Паспорту зазначено, що у випадку намокання виробу відразу після його використання необхідно ретельно просушити захисні пакети і чохли.
Отже завдання виготовляти бронежилети для застосування під водою не стояло. Навпаки, всі бронежилети «Корсар М3с-1-4» обладнані системою швидкого скидання для порятунку військовослужбовця від утоплення (адже бронежилет має значну вагу — до 14 кг).
В оприлюднених ДБР відео випробувань бронежилетів були істотно порушені вимоги ТУ У 18.2-31778043.046-2003 пункт 3.3.2, згідно з яких проводився Тендер на закупівлю бронежилетів, та не дотримані вимоги ДСТУ В 4103. Жилет перед випробовуванням не дощувався, як це було зроблено під час балістичного обстрілу перед журналістами 5.07.2019р в акредитованій лабораторії Національного Університету оборони України ім. Івана Черняховського, а був занурений у пластикову ємність, що ТУ не передбачено.
Тобто представники ДБР свідомо істотно порушили вимоги ТУ У 18.2-31778043.046-2003, та провели фактично сфабриковані балістичні випробовування по 1-му класу захисту.
Випробовування за 4-им класом захисту бронежилет витримав, оскільки бронепластина 4-го класу працює разом з пакетом 1-го класу захисту, і пробиття жилета рахується тільки при виході кулі за гнучкий балістичний пакет 1-го класу захисту, а цього не було. Натомість у текстовій частині відео звинувачень від ДБР прямо сповіщається про начебто пробиття бронепластини.

### Упередженість слідчих
На фото, опублікованих блогером Андрієм Серебрянським видно, як слідчий ДБР Дмитро Алексєєнко, перебуваючи на засіданні суду про обрання запобіжного заходу генерал-майору, начальнику Головного управління Міністерства оборони України Дмитру Марченко, спілкувався у чаті з абонентом «Кабінет». Слідчий написав співрозмовникові, що «ушльопков тут [в залі суду] п*****ць», маючи на увазі людей, які прийшли підтримати Марченка. При чому, серед присутніх були, зокрема: Герой України Євген Межевікін, Герой України Олександр Порхун, повний кавалер ордена «За мужність» Павло Чайка, Ахтем Чийгоз, та інші.
15 травня 2020 року Печерський районний суд Києва відсторонив від справи слідчого ДБР Дмитра Алексенка та прокурора ОГП Миколу Середу. Вони брали участь у розслідуванні кримінального провадження на Юрія Євтушенка, засновника підприємства «ТЕМП-3000», щодо виготовлення нібито неякісних бронежилетів. Судове клопотання обґрунтоване низкою обставин, що свідчать про упереджене ставлення прокурора та слідчого. Сторона обвинувачення систематично ігнорувала клопотання надати матеріали справи для ознайомлення, що за законом України обмежує право на захист.

## Зустрічні позови
В свою чергу Почтаренко, Саковець та Каморянський звернулися до ДБР із заявами про вчинення кримінальних правопорушень прокурором Миколою Середою. Держбюро ще 13 листопада 2019 року мало почати розслідування за заявою Почтаренка.
На думку заявника прокурор Генеральної інспекції Генеральної прокуратури України Микола Середа перевищив свої службові повноваження та сфальсифікував матеріали справи для незаконного взяття під варту Почтаренка з метою тиску та примусити його надати неправдиві свідчення проти себе та третіх осіб.

## Оцінки
Дмитро Марченко пов'язує цю справу із політикою. Він розцінює, що ймовірне покарання буде вважатися відплатою Порошенку. Таку оцінку видання depo.ua вважає небезпідставною, оскільки Андрій Портнов, колишній заступник голови Адміністрації президента Януковича, говорив, що саме він був ініціатором обшуків, які дали початок цій справі.
Крім того, 19-20 листопада 2019 року анонімний Телеграм-канал «Трубу прорвало» почав оприлюднювати записи з кабінету директора Держбюро розслідувань зі змісту яких випливало, що Роман Труба виконує політичні замовлення, у тому числі, керівника Офісу президента України Андрія Богдана з незаконного переслідування як п'ятого Президента України, так і членів його команди.

## Подальший розвиток
З початку 2021 року Міноборони України почало перевіряти бронежилети за стандартом США NIJ Standard-0101.06 (який був уведений в дію згідно з вимогами Технічної специфікації Міністерства оборони України ТС А 01XJ.29423-287:2020(01) від 12.01.2021 р. «Бронежилет модульний»).
Водночас, за інформацією НВП «Темп-3000», окремі виробники та посадовці Міноборони виступили за спрощення вимог та проти таких жорстких тестувань. З цього приводу, з відкритим зверненням до Міноборони та громадськості звернувся засновник Науково виробничого підприємства «Темп-3000» Юрій Євтушенко, та закликав не спрощувати вимоги до нових бронежилетів.

## Наслідки
Починаючи з 2019 року Міністерство оборони України практично припинило закупку бронежилетів для потреб ЗСУ, були присутні лише незначні закупівлі для окремих військових частин, які не мали впливу на загальну картину. Лише в 2021 році було анонсовано закупівлю нових бронежилетів, котрі мали б відповідати стандартам НАТО, але жодних відповідних тендерів у системі «Prozorroо», яка у період з 2017 року зафіксувала біля 300 закупівель на загальну суму 1,1 мільярда гривень, у назві яких було присутнє слово «бронежилет», знайти не вдалося.
За словами самого Дмитра Марченка, закупівля бронежилетів була зупинена й через те, що арешт накладений не лише на 16 тисяч бронежилетів, а й на всю технічну та проєктну документацію.
Аж на початку лютого 2022 року, напередодні широкомасштабного вторгнення РФ в Україну, міністр оборони України Олексій Резніков повідомив про необхідність придбання 261 тисячі бронежилетів та шоломів для військовослужбовців ЗСУ та 130 тисяч — для сил територіальної оборони України. За словами міністра оборони, на початку 2022 року «на весь київський гарнізон» в резерві був тільки один шолом.
Уже під час повномасштабного російського вторгнення, 14 червня 2022 року Володимир Зеленський, обраний на посаду Президента України 21 квітня 2019 року, звернувся до головнокомандувача ЗСУ Валерія Залужного з проханням перевірити забезпеченість армії бронежилетами, шоломами та іншими засобами індивідуального захисту військовослужбовців.
За даними заступниці міністра оборони Ганни Маляр, станом на кінець травня Міністерство оборони забезпечувало лише 65 % потреб ЗСУ у бронежилетах, формі та касках, а решту 35 % — допомога з боку закордонних партнерів України (зокрема, за повідомленням Пентагону, одні лише США надали Україні 75 тисяч комплектів бронежилетів та касок) та волонтерів. А на початок вторгнення РФ, 24 лютого, це співвідношення було ще гіршим, орієнтовно 50 на 50 %.
Нарешті, за словами Дмитра Марченка, заарештовані 16 тисяч бронежилетів, стосовно яких власне йому й висували обвинувачення, були віддані у війська.
Навесні 2022 стався інший гучний скандал з бронежилетами, але вже не сфабрикований, а з розкраданням мільйонів доларів на термінових закупівлях.